# Green Springs, Ohio
Green Springs là một làng thuộc quận Seneca, tiểu bang Ohio, Hoa Kỳ. Năm 2010, dân số của làng này là 1368 người.

## Dân số
- Dân số năm 2000: 1247 người.
- Dân số năm 2010: 1368 người.